# Museu de Vila do Bispo

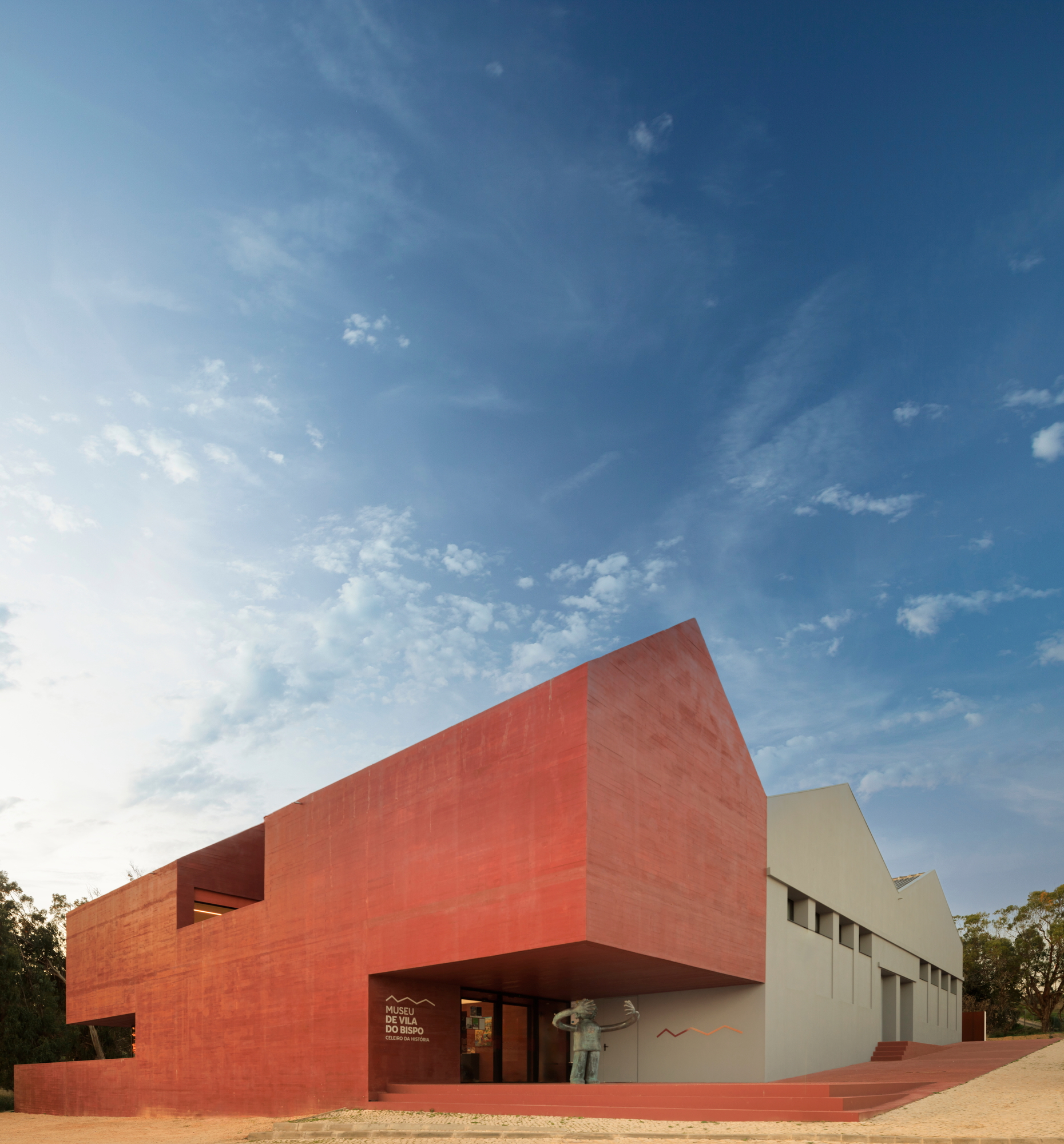
Museu de Vila do Bispo - Celeiro da História

O Museu de Vila do Bispo, oficialmente denominado de Museu de Vila do Bispo - Celeiro da História, é um equipamento museológico do Município de Vila do Bispo, situado na localidade de Vila do Bispo, na região do Algarve, em Portugal. Foi inaugurado no dia 20 de janeiro de 2024, ocupando um antigo celeiro da Federação Nacional de Produtores de Trigo e da empresa EPAC

## Descrição e história
O Museu de Vila do Bispo - Celeiro da História localiza-se no Sítio das Eiras, na povoação de Vila do Bispo. Tem como finalidade explicar a história do concelho, desde a fundação geológica até aos tempos modernos, passando pelos vestígios paleontológicos, como as pegadas de dinossauro encontradas na Praia da Salema e noutros locais. Explica-se depois a história humana, começando pelos vestígios paleolíticos de Vale Boi, passando depois para os concheiros mesolíticos, os monumentos megalíticos, os períodos Romano, Islâmico, Medieval e a Idade Moderna, com um especial destaque para a figura do Infante Dom Henrique e a mítica "Escola de Sagres". Inclui igualmente algumas peças do antigo celeiro, realçando-se a máquina escolhedeira de cereais, registada em 1958, e que foi totalmente restaurada. No museu dá-se uma especial atenção à história marítima, como a arqueologia subaquática e as batalhas navais. Abrange igualmente as vertentes etnográfica, através da preservação das memórias da população local, e ambiental, através da explicação da biodiversidade do concelho. Além das salas de exposição, também conta com um auditório, centro de documentação, loja, cafetaria, entre outros espaços de apoio aos visitantes.

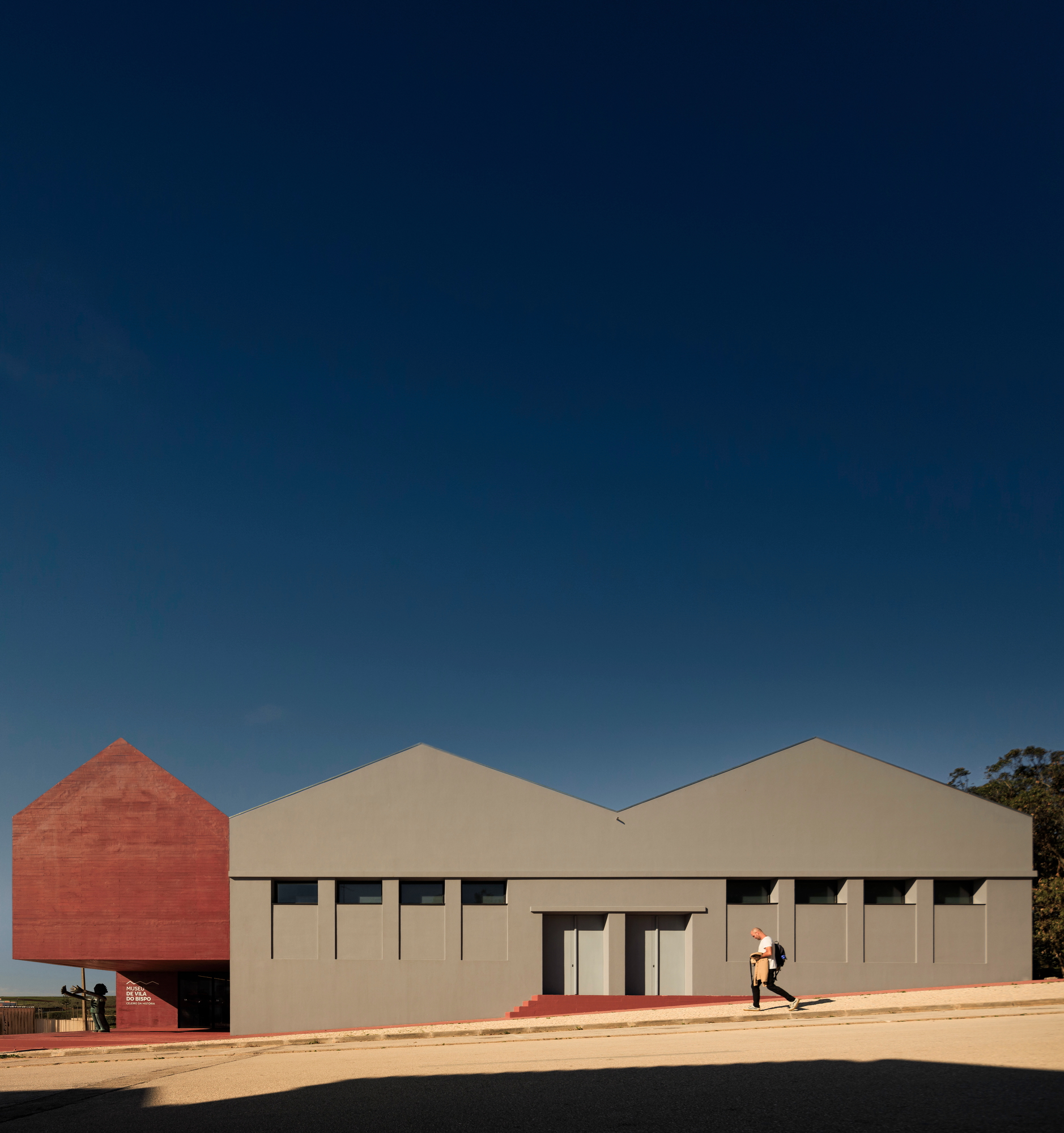
Museu de Vila do Bispo

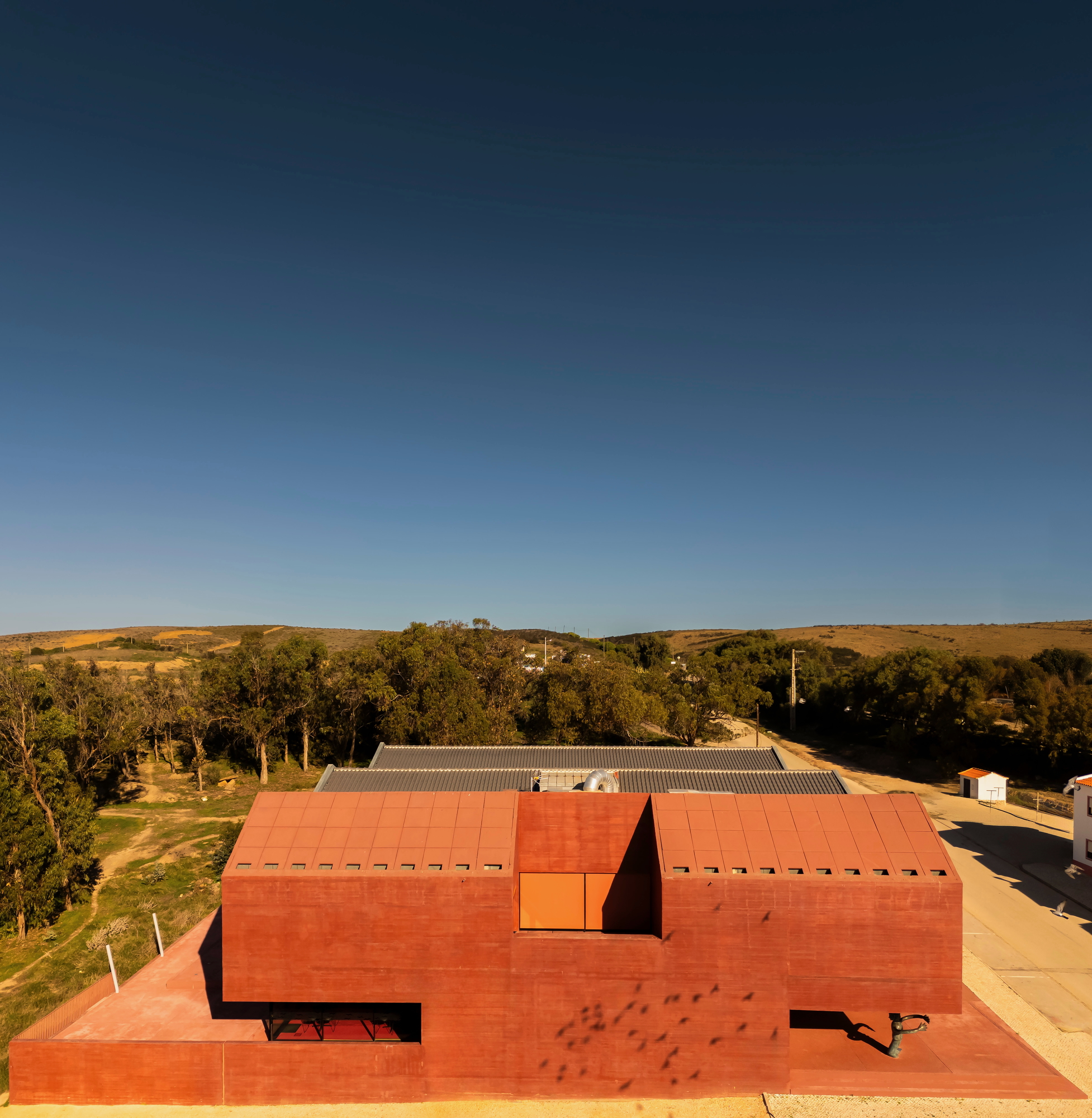
Celeiro da História

Do ponto de vista exterior, o edifício está dividido em duas partes distintas, com um volume mais antigo onde funcionavam os celeiros, enquanto que o corpo novo foi pintado de encarnado, evocando o monumento geológico da Ponta do Telheiro. Junto à entrada encontra-se a escultura O Abraço, de Teresa Paulino, e que segundo a presidente da Câmara Municipal, Rute Silva, «pretende simbolizar o acolher da comunidade de Vila do Bispo a todos os que visitam este espaço».
O museu foi inaugurado em 20 de Janeiro de 2024, numa cerimónia que contou com a presença do presidente da Câmara Municipal, Rute Silva, e do presidente da Comissão de Coordenação e Desenvolvimento Regional do Algarve, José Apolinário. Foi instalado num antigo celeiro da empresa Empresa para Agroalimentação e Cereais, que foi construído na década de 1950 pela Federação Nacional de Produtores de Trigo, e funcionou até aos anos 80, entrando depois num processo de profundo abandono. Como parte do processo de conversão em museu, o edifício foi alvo de obras de restauro e requalificação. As obras envolveram um investimento de quase 3 milhões de Euros, comparticipado por fundos comunitários através do Programa CRESC ALGARVE 2020.
Segundo Rute Silva, a instalação do museu integrou-se num programa da autarquia para a formação de «uma rede que permita a circulação de pessoas entre os vários pontos de interesse cultural do concelho, como o Centro de Interpretação de Vila do Bispo, que o Município quer renovar, o Centro de Interpretação da Lota e a Fortaleza de Sagres ou o forte do Beliche». Acrescentou que «a ideia é criarmos uma rede que permita aos visitantes e aos locais terem acesso à cultura do nosso território e ter mais pontos de interesse. Temos muito turismo que visita a fortaleza anualmente e queremos fazer o desvio de parte destas pessoas para que comecem a visitar este edifício na sede de concelho».